# Elyra phlegeusalis
Elyra phlegeusalis är en fjärilsart som beskrevs av Walker 1858. Elyra phlegeusalis ingår i släktet Elyra och familjen nattflyn. Inga underarter finns listade i Catalogue of Life.